# ロンポク
ロンポク（Lompoc）は、アメリカ合衆国カリフォルニア州のサンタバーバラ郡にある都市。人口は4万4444人（2020年）。

## 概要
名称はアメリカ先住民の地名に由来している。スペイン植民地時代からカトリック・ミッションが活動しており、農地が開拓された。1888年に法人化し、ロンポク市が誕生した。今日、ロンポクはヴァンデンバーグ宇宙軍基地が立地する町として知られており、経済的にも大きく依存している。

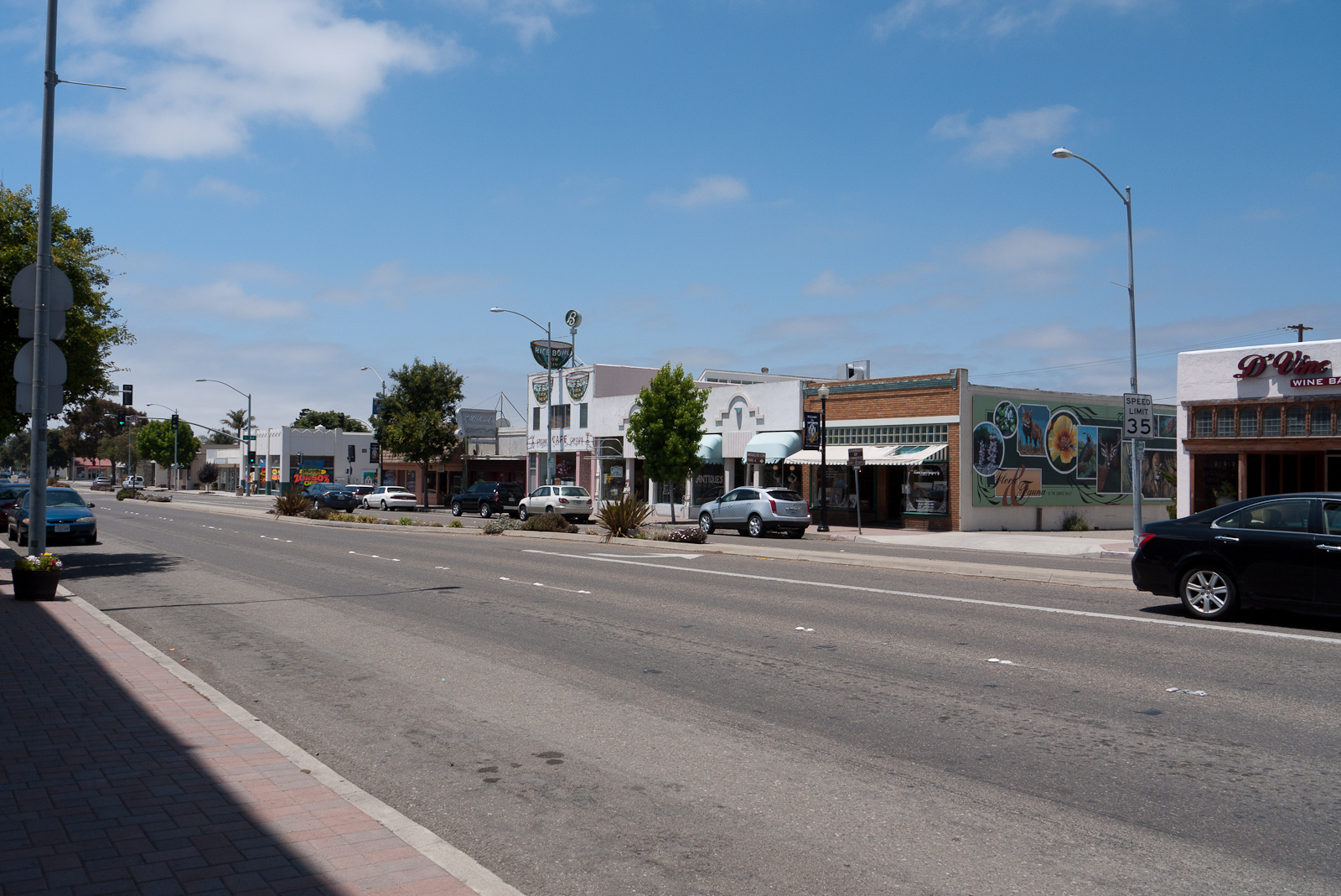